# Orthomitrium tuberculatum
Orthomitrium tuberculatum là một loài rêu trong họ Orthotrichaceae. Loài này được Lewinsky-Haapasaari & Crosby mô tả khoa học đầu tiên năm 1996.